# Perdita punctifrons
Perdita punctifrons là một loài Hymenoptera trong họ Andrenidae. Loài này được Timberlake mô tả khoa học năm 1958.